# Opuntia guatemalensis
Opuntia guatemalensis ist eine Pflanzenart in der Gattung der Opuntien (Opuntia) aus der Familie der Kakteengewächse (Cactaceae). Das Artepitheton guatemalensis verweist auf das Vorkommen der Art in Guatemala.

## Beschreibung
Opuntia guatemalensis wächst niedrig strauchig und ausgebreitet. Die glänzend tiefgrünen, kahlen, ovalen bis länglichen Triebabschnitte sind 10 bis 20 Zentimeter lang. Die darauf befindlichen Blattrudimente sind klein. Die kleinen braunen Areolen sind dunkel bepunktet. Die ein bis drei drehrunden, etwas ausgebreiteten und zurückgebogenen Dornen sind weißlich und besitzen eine dunklere Spitze.
Die zitronengelben Blüten erreichen eine Länge von bis zu 2,5 Zentimeter.

## Verbreitung, Systematik und Gefährdung
Opuntia guatemalensis ist in Guatemala verbreitet.
Die Erstbeschreibung erfolgte 1919 durch Nathaniel Lord Britton und Joseph Nelson Rose.
In der Roten Liste gefährdeter Arten der IUCN wird die Art als „Least Concern (LC)“, d. h. als nicht gefährdet geführt. Die Entwicklung der Populationen wird als stabil angesehen.

## Nachweise